# Photoshop Album
Adobe Photoshop Album — компьютерная программа Adobe Systems, предназначенная для создания электронных фотоальбомов. Данное программное обеспечение обладает следующими возможностями: импорт фотографий с цифровых камер и сканеров, кадрирование, регулировка яркости, контрастности и резкости, убирание эффекта красных глаз, просмотр слайд-шоу и т. д.